# Promachus argentipes
Promachus argentipes är en tvåvingeart som beskrevs av Meijere 1913. Promachus argentipes ingår i släktet Promachus och familjen rovflugor. Inga underarter finns listade i Catalogue of Life.